# Delta Centauri
Delta Centauri (δ Cen, δ Centauri) é uma estrela na constelação de Centaurus. Tem uma magnitude aparente visual de 2,52, sendo a oitava estrela mais brilhante da constelação. Com base em medições de paralaxe, está localizada a aproximadamente 410 anos-luz (127 parsecs) da Terra.

## Propriedades
Delta Centauri é uma estrela subgigante de classe B com um tipo espectral de B2 IVne, o que significa que já começou o processo evolutivo de sair da sequência principal e já consumiu todo ou quase todo o hidrogênio em seu núcleo. O sufixo 'e' indica que é uma estrela Be, um tipo de estrela quente cercada por gás circunstelar, que gera excesso de emissão infravermelha, assim como linhas de emissão no espectro da estrela. Esse material se concentra ao redor do equador, formando um disco circunstelar. Delta Centauri é uma estrela variável com múltiplos períodos de pulsação não radiais, tendo sido identificados períodos de 0,532 e 1,139 dias. É classificada como uma variável Gamma Cassiopeiae e seu brilho varia entre magnitude 2,51 e 2,65.
Delta Centauri tem uma massa de cerca de 10 massas solares e um raio de 6,5 vezes o raio solar. Sua atmosfera está brilhando com mais de 5 000 vezes a luminosidade solar e tem uma temperatura efetiva de 22 360 K, dando à estrela a coloração azul-branca típica de estrelas de classe B. Como é típico entre estrelas Be, Delta Centauri está girando rapidamente, com uma velocidade de rotação projetada de 240 km/s, dando a seu espectro linhas de absorção largas e nebulosas conforme indicado pela notação 'n' no tipo espectral. Sua idade, estimada a partir de modelos evolucionários, é de 21,5 milhões de anos.
Observações interferométricas indicam a presença de uma estrela companheira orbitando Delta Centauri, a uma separação inferida de 68,7 milissegundos de arco, correspondendo a uma distância mínima de 6,9 UA da estrela primária com um período orbital de pelo menos 4,6 anos. Estima-se que ela tenha de 4 a 7 vezes a massa do Sol e um tipo espectral entre B4V e A0III. Além disso, Delta Centauri forma um sistema visual triplo com HD 105382 (HR 4618) e HD 105383 (HR 4619), duas estrelas de magnitude 4,47 e 6,36 localizadas a uma separação de 267 e 220 segundos de arco de Delta Centauri respectivamente. As três estrelas possuem o mesmo movimento próprio pelo espaço, e pelo menos HD 105382 está à mesma distância de Delta Centauri, indicando que podem formar um sistema estelar triplo. HD 105382 é ainda uma possível binária astrométrica, o que elevaria o número total de estrelas no sistema para cinco, se todas as associações forem reais.
É um membro do subgrupo Centaurus Inferior-Crux da associação Scorpius–Centaurus, a associação OB mais próxima do Sol. Tem uma velocidade peculiar de 22,4 ± 4,4 km/s em relação às estrelas vizinhas.

## Nomenclatura
δ Centauri é a designação de Bayer para esta estrela.
Em chinês, 馬尾 (Mǎ Wěi), o que significa Cauda do Cavalo, refere-se a um asterismo consistindo de δ Centauri, G Centauri e ρ Centauri. Consequentemente, δ Centauri em si é conhecida como 馬尾三 (Mǎ Wěi sān, em português:  a Terceira Estrela da Cauda do Cavalo.). A partir desse nome chinês surgiu a designação Ma Wei para esta estrela.
As tribos aborígenes Aranda e Luritja, da Austrália central, chamaram de Iritjinga, "a Águia-falcão", um asterismo quadrangular consitindo desta estrela, γ Cen (Muhlifain), γ Cru (Gacrux) e δ Cru (Pálida).